# Giuseppina Strepponi
Clelia Maria Josepha "Giuseppina" Strepponi (Lodi, 8 de setembro de 1815 — Sant'Agata di Villanova sull'Arda, 14 de novembro de 1897) foi uma soprano operística italiana do século XIX de grande renome e a segunda esposa do compositor Giuseppe Verdi.
Ela é frequentemente creditada por ter contribuído para os primeiros sucessos de Verdi, estrelando várias de suas primeiras óperas, incluindo o papel de Abigaille na estréia mundial de Nabucco em 1842. Uma cantora muito talentosa, Strepponi destacou-se no repertório do bel canto e passou grande parte de sua carreira interpretando papéis em óperas de Vincenzo Bellini, Gaetano Donizetti e Gioachino Rossini, muitas vezes dividindo o palco com o tenor Napoleone Moriani e o barítono Giorgio Ronconi. Donizetti escreveu o papel título de sua ópera Adelia especificamente para Strepponi. Ela foi descrita como possuidora de uma "voz límpida, penetrante e suave, ação decente, uma figura adorável; e para os dons liberais da natureza, ela acrescenta uma excelente técnica"; seu "profundo sentimento interior" também foi elogiado.
Sua vida pessoal e profissional foi complicada pelo excesso de trabalho, por pelo menos três vezes em que ficou grávida, e por sua deterioração vocal que a levou a se retirar do palco aos 31 anos, em 1846, quando se mudou para Paris para se tornar professora de canto. Embora se saiba que ela teve uma relação profissional com Verdi desde a sua primeira ópera, Oberto em 1839, eles se tornaram um casal em 1847 quando viveram juntos em Paris, mudaram-se para Busetto em 1849, casaram-se em 1859 e permaneceram. juntos até o fim de sua vida.

## Vida pregressa
Strepponi nasceu na cidade de Lodi, na região lombarda da Itália. Ela era a filha mais velha de Rosa Cornalba e Feliciano Strepponi (1797-1832), organista da catedral de Monza e um compositor de ópera moderadamente bem-sucedido, tendo seus trabalhos sido exibidos nos teatros de Milão, Turim e Trieste. Suas primeiras lições de música foram com o pai, que se concentrou principalmente em ensiná-la a tocar piano, mas em 1830 ela estava matriculada no Conservatório de Milão, embora com pouco mais de 15 anos de idade. Após a morte de seu pai, aos 35 anos em 1832 de encefalite, ela pôde continuar estudando canto e piano como aluna não pagante no Conservatório, onde ganhou o primeiro prêmio pelo bel canto em seu último ano, em 1834. Seu desempenho da cavatina de Beatrice di Tenda e por suas partes em um dueto e um trio trouxe menção na Gazzetta privilegiata di Milano de 29 de setembro de 1834, onde foi notado que suas qualidades vocais, "serão uma boa aquisição, quando a hora chega, para o palco italiano ".

## Carreira como cantora de ópera

### Década de 1830

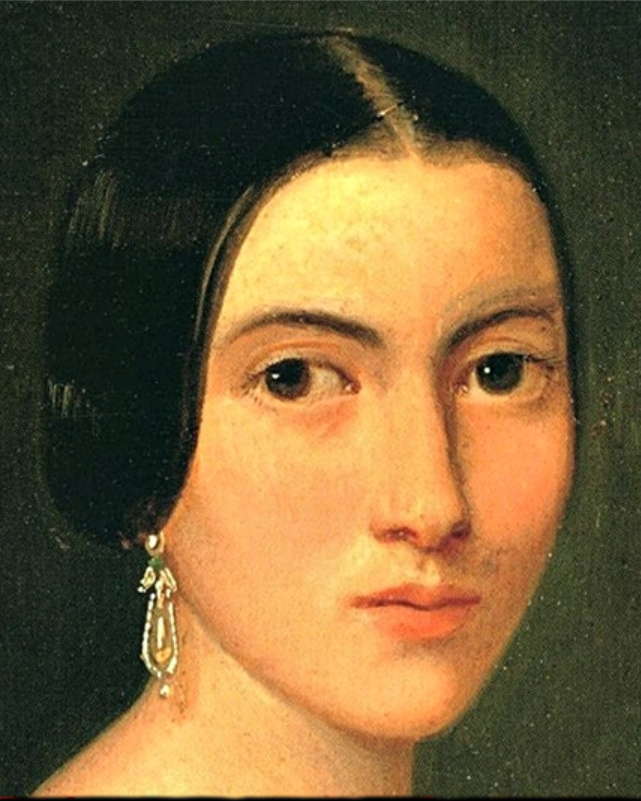
Giuseppina Strepponi em 1835 (Museo di La Scala)

Strepponi fez sua estréia profissional em dezembro de 1834 como Adria em Chiara di Rosembergh de Luigi Ricci no Teatro Orfeo. Ela teve seu primeiro grande sucesso durante a primavera seguinte, no Theatro Grande em Trieste cantando o papel-título de Matilde di Shabran, de Rossini.
Este sucesso rapidamente levou a Giuseppina a ter inúmeros compromissos em grandes casas de ópera em toda a Itália. No verão de 1835, ela foi para a Áustria para cantar Adalgisa na Norma de Bellini e Amina na La sonnambula de Bellini no Theater am Kärntnertor em Viena, onde foi muito elogiada pelo público e crítica. Embora ela fosse altamente talentosa, ela nunca cantou fora da Itália depois de 1835.
Strepponi tornou-se uma celebridade entre os cantores de ópera durante o final da década de 1830, despertando entusiasmo fanático em performances por toda a Itália. Em 1836 ela cantou os papéis de Ninetta na ópera de Rossini, La ladra gazza, Elvira em I puritani, de Bellini, e o papel-título em La Cenerentola,  de Rossini, no Teatro La Fenice, em Veneza.

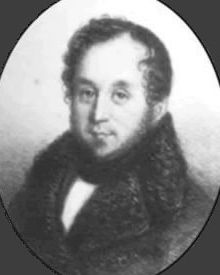
Empresário Alessandro Lanari

Na primavera de 1837, ela foi contratada por Alessandro Lanari, de Florença, então conhecido como "o rei dos empresários" que conseguiu garantir compromissos importantes para ela nos anos seguintes. No entanto, em pouco tempo, ela se viu grávida e teve que cantar durante três gestações durante o tempo com Lanari.
Nesse mesmo ano, ela reprisou o papel de Elvira e retratou os papéis de Elena em Marino Faliero, de Donizetti, e o papel-título de Lucia di Lammermoor, de Donizetti, no Teatro Comunale di Bologna. Em 1838, ela cantou os papéis-título em Maria di Rudenz, de Donizetti, Beatrice di Tenda, de Bellini, e Caterina di Guisa, de Carlo Coccia, no Imperial Regio Teatro de Avvalorati, em Livorno . Ela fez sua estréia no La Scala em 1839, substituindo Antonietta Marini-Rainieri, que foi considerada inadequada na estréia da obra, como Leonora na primeira produção da primeira ópera de Giuseppe Verdi, Oberto. O desempenho do Strepponi foi considerado um dos aspectos mais fortes dessa produção e uma das principais razões pelas quais o trabalho foi bem recebido.
Outros papéis notáveis para Strepponi no final da década de 1830 incluem Elaisa em Il giuramento de Saverio Mercadante, L'elisir d'amore de Adina em Donizetti e Sandrina em Un'avventura di Scaramuccia de Luigi Ricci. No entanto, o registro de performances constantes ao longo de vários anos convidou especulações sobre o que isso poderia ter feito com a qualidade de sua voz nos últimos anos.

### Década de 1840

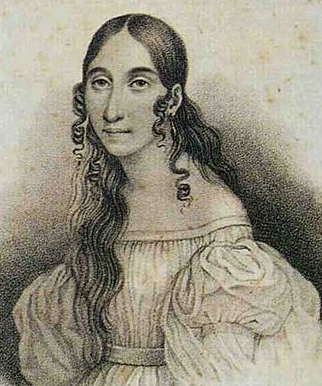
Giuseppina Strepponi (c. 1840)

Retornando a Milão para os ensaios de Nabucco, ela afirmou que a doença impediria performances futuras em Viena e pediu para ser dispensada dessa obrigação. Lanari ordenou um exame médico completo que concluiu que ela "atingira os limites de sua resistência" e que seria obrigada a desistir de sua carreira, ou então se tornaria doente. Ela insistiu com Nabucco, cantando todas as oito apresentações da ópera de Verdi: em suas palavras para Lanari, "eu me arrastei até o fim das apresentações" e então disse que ela tinha a possibilidade de uma oferta de casamento de um homem que só faria isso se ela estivesse livre de obrigações contratuais. As conclusões dos médicos permitiriam que ela fizesse isso, mas levou mais de um ano para se recuperar.
Strepponi continuou a ser uma cantora muito popular durante o início dos anos 1840. Ela cantou notavelmente o papel-título na Adelia de Donizetti em 1841 no Teatro Apollo em Roma, um papel escrito especificamente para ela pelo compositor. Isto foi seguido por um retrato aclamado pela crítica como Abigaille na estreia mundial do Nabucco de Verdi no La Scala em 1842. Ela reprisou o papel de Abigaille em várias casas de ópera em toda a Itália no ano seguinte, incluindo o Teatro Regio di Parma e o Teatro Comunale di Bologna, o que ajudou consideravelmente a popularidade do trabalho. Também em 1843, ela cantou os papéis de Elisabetta em Roberto Devereux e Imogene, de Donizetti, em Il pirata, de Bellini, em Bolonha.
Outros papéis notáveis para Strepponi durante o início da década de 1840 incluíram o papel-título na Norma de Bellini, a Marchesa del Poggio em Un giorno di regno, de Verdi, e o papel-título em Saffo, de Giovanni Pacini .
Por volta de 1844, Strepponi começou a experimentar problemas vocais significativos, provavelmente provocados por sua programação implacável, que culminou em uma temporada desastrosa em Palermo em 1845, onde ela foi vaiada pelo público. Sua voz nunca se recuperou e, a partir de então, apareceu apenas esporadicamente em óperas até sua aposentadoria, em fevereiro de 1846. A maioria de suas últimas performances foram em óperas por Verdi, incluindo performances de Elvira em Ernani e Lucrezia Contarini em I devido Foscari.

### Filhos de Strepponi
Camillo Cirelli (que Verdi conhecera quando estudava em Lavigna alguns anos antes) era parte de um grupo de três agentes teatrais sob Lanari, que assumiu a responsabilidade por Strepponi em Milão depois dos primeiros meses de 1837. Ele também a contratou para o Teatro San Benedetto em Veneza, mas não era incomum para ela trabalhar com outros empresários. No entanto, ela engravidou entre março/abril de 1837 e parou de cantar apenas cerca de um mês antes de seu primeiro filho, Camillo Luifi Antonio, que nasceu em Turim em janeiro de 1838 e foi batizado como "Sterponi" (sic). De seus registros de desempenho destes dois anos, Frank Walker corrobora o fato de que ela estava ausente do palco por cerca de três meses, e então começou outra agitada rodada de performances sob um contrato exclusivo com Lanari anunciado em fevereiro de 1838. Cirelli acreditava que ele era o pai, embora Frank Walker afirme que ele provou ser um bom amigo e que "é possível que ele tenha sido padrinho de Camillino e lhe tenha dado seu nome de batismo".
No entanto, em algum momento da primavera de 1838, Strepponi engravidou novamente e, em Florença, em 9 de fevereiro de 1839, deu à luz seu segundo filho, Giuseppina Fausta, poucas horas depois de completar uma apresentação no Teatro Alfieri e antes de sair para noivado em Veneza. A criança foi colocada na catraca para crianças abandonadas no Ospedale degli Innocenti em Florença sob o nome de "Sinforosa Cirelli". Essas crianças eram conhecidas como esposti, "the exposed", ou como descrito por Phillips-Matz, "lixo da sociedade". Cirelli, que havia retornado a Milão, inicialmente negou a paternidade, acreditando que ela havia tomado outro amante. Mas Cirelli então aceitou a paternidade quando a criança nasceu prematuramente e não havia tempo para ela ser levada para algum lugar privado para o parto.

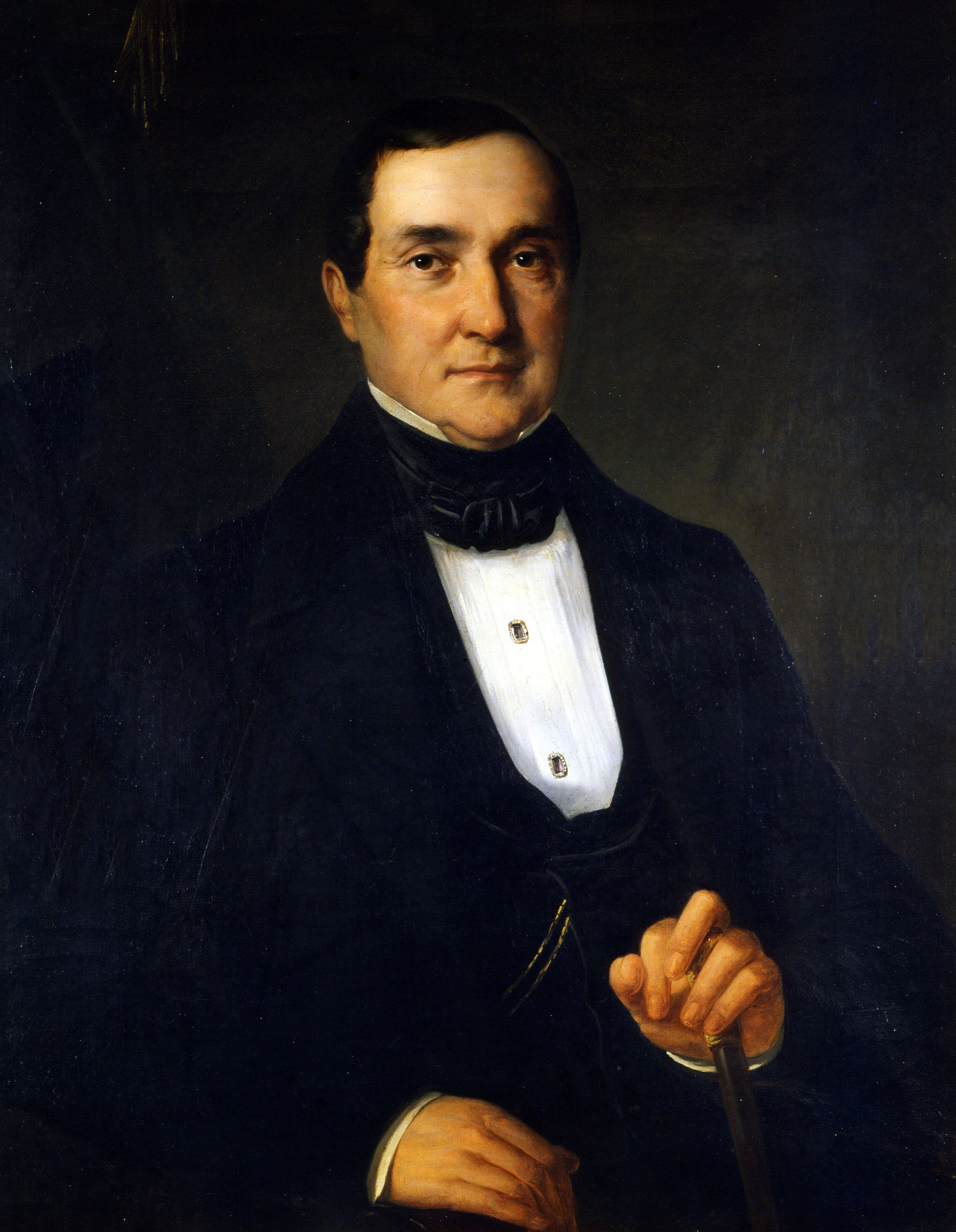
Empresário Bartolomeo Merelli

No final de 1838, Lanari e Bartolomeo Merelli, o empresário do La Scala, haviam negociado para que Strepponi, Moriani e Ronconi aparecessem no La Scala para a temporada de primavera seguinte, mas ambos ficaram horrorizados ao descobrir no início de janeiro que ela estava no quinto mês de gravidez, e que isso faria com que ela não estivesse disponível. Mas em fevereiro de 1839, em Florença, ela cantou em Il giuramento com uma intensidade tão dramática que parece ter causado o aborto e, por necessidade, se afastou de outras apresentações por algum tempo. Cada vez mais pressionada por Lanari, ela finalmente cedeu para aparecer no La Fenice, onde foi um triunfo em março. Em abril de 1839, ela estava em Milão para realizar esses compromissos, e sua estréia no La Scala em I Puritani no dia 20 foi outro triunfo. Em março de 1840, parece que ela pode ter dado à luz uma menina natimorta desde que Phillips-Matz observa que uma combinação de tempo fora de seu horário de trabalho corresponde aos registros de 22 de março que mostram os pais abandonando-a na paróquia em que ela vivia.
Performances em Florença em março e início de abril de 1841 em I Puritani foram as últimas que Strepponi deu com Ronconi e Moriani, este último indo para Viena e Dresden, ela e Ronconi indo para as outras cidades italianas. No final do ano, quando a temporada de 1841-42 estava sendo planejada, Walker afirma que "ela sabia muito bem que não seria capaz de realizar todo o programa, pois estava grávida de novo". Durante os poucos meses seguintes, as cartas entre Strepponi e Lanari, nas quais ela havia claramente confidenciado, revelam a existência do "M desprezível".   ... "(e em outra carta, ele é" Mr. Mo .. "), e ela pede que ele" gentilmente o lembre da importante quantia de dinheiro que através de seus escritórios ele concordou em pagar." Em 16 de agosto, ela escreve novamente para Lanari, afirmando que "tenho sido cruelmente tratada sob o manto do amor   . . . Mas eu não lhe desejo mal "
Todas as investigações de Frank Walker, usando cartas e histórias  de diferentes pessoas envolvidas em sua vida, colocaram Strepponi junto com apenas um homem na época em que as três crianças deviam ter sido concebidas. Ele conclui que é o único homem que deve ter sido o pai dos dois primeiros filhos, e que era então o futuro pai do terceiro: é Napoleone Moriani. Giuseppina havia dado à luz uma menina em Trieste em 4 de novembro de 1841, Adelina Rosa Maria Carolina Strepponi. Parece que ela então deixou o bebê com um casal, os Vianellos, que tiveram filhos ilegítimos. No entanto, a criança morreu de disenteria em 4 de outubro de 1842. Strepponi partiu para Veneza com Cirelli, com quem ela vivia em Milão como esposa comum.
Uma biografia de Verdi no início do século XX, bem como uma escrita em 1938 sobre a vida de Strepponi por Mercede Mandula, propõem que Strepponi se tornou amante de Merelli no início dos anos 1840 e alega-se que esta relação resultou em outro filho ilegítimo. No entanto, este relato é veementemente contestado por Frank Walker, que declara "mas não é verdade: é ficção", assim como a biógrafa Gabriele Baldini, que afirma "que é certo que Giuseppina não era amante de Merelli, que ela não teve filhos por ele   .. . " A biógrafa de Verdi, Mary Jane Phillips-Matz, em seu relato sobre a vida de Strepponi antes e depois de se tornar parceira de Verdi e depois sua esposa, expõe em detalhes a história do cantor até a época de Nabucco e suas investigações não produziram evidências da precisão do cenário inicial.

## Aposentadoria em Paris

### Com Verdi, 1847 a 1849
Em outubro de 1846, Strepponi mudou-se para Paris e tornou-se professora de canto. Ela saiu de sua aposentadoria momentaneamente para uma última aparição na Comédie-Italienne que não foi bem recebida. Verdi, que estava na Inglaterra para a estréia de sua ópera I masnadieri em julho de 1847, retornou via Paris e os dois começaram um relacionamento romântico, com o compositor permanecendo lá por dois anos (embora com períodos curtos na Itália para retornar ao Milan em Em abril de 1848, após a insurreição nacionalista lá e, em seguida, para supervisionar a produção de sua nova ópera em Roma, La battaglia di Legnano no início de 1849.

## Retorno a Itália com Verdi, julho de 1849

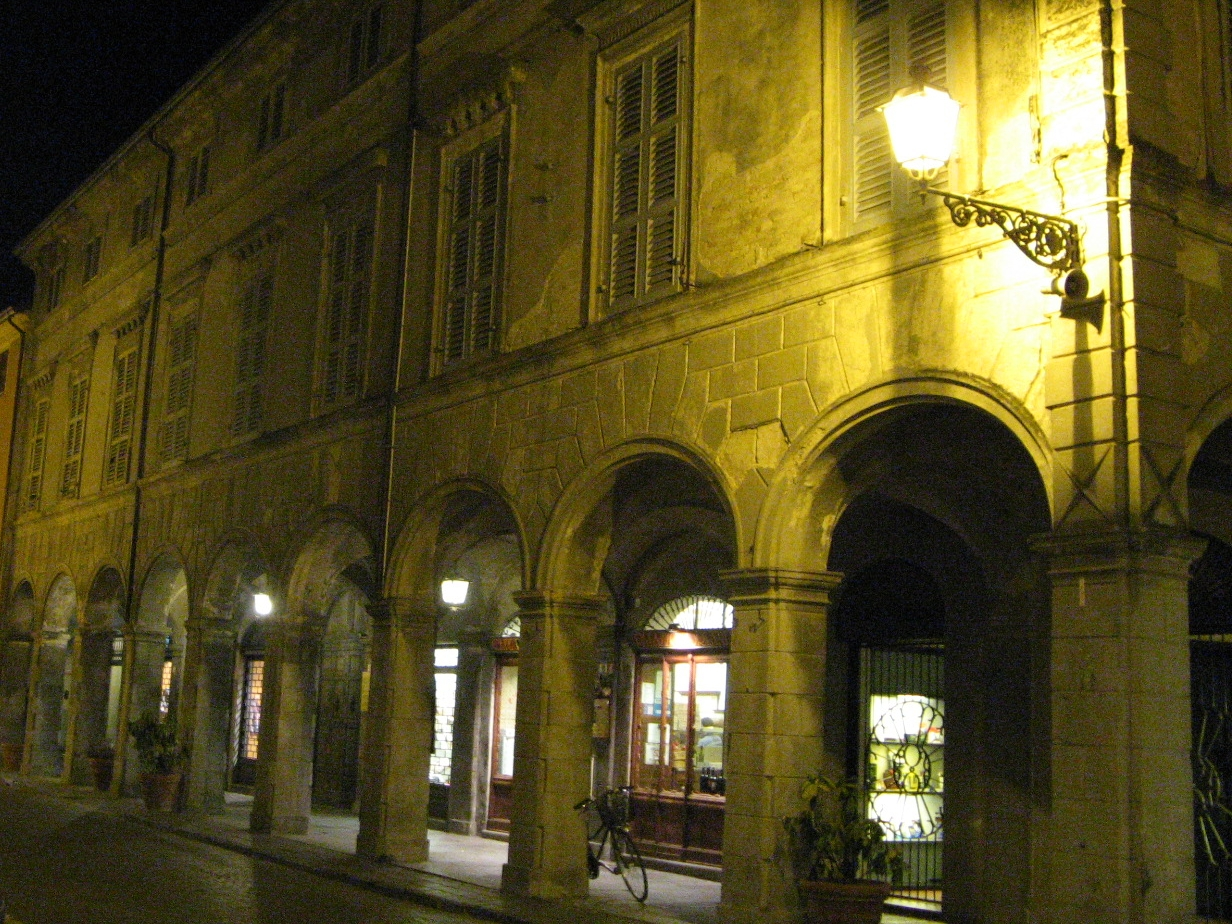
Palazzo Orlandi, 56 Via Roma em Busseto

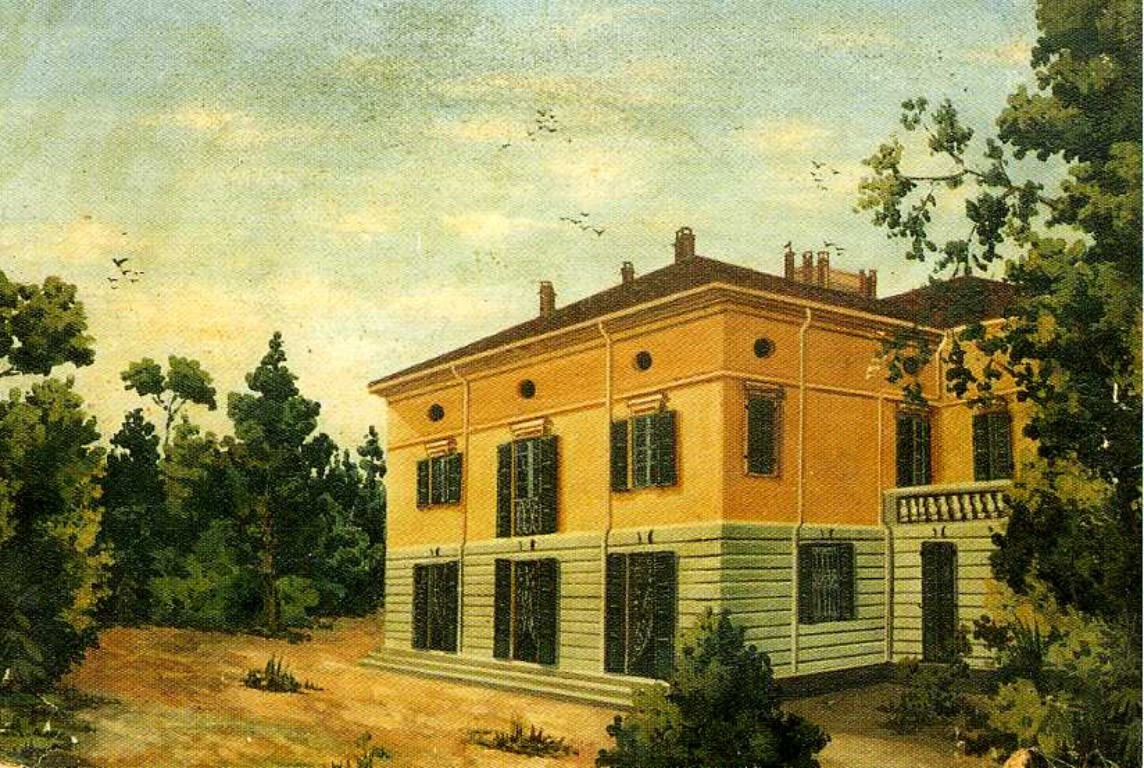
Villa Sant'Agata (Villa Verdi) Sant'Agata

O casal retornou à Itália em julho de 1849 e começou a viver juntos em Busseto, a cidade natal de Verdi, onde eles moraram no Palazzo Orlandi. A reação de muitas pessoas de Busseto em relação a Giuseppina, uma mulher do teatro que vive abertamente com o compositor em um estado solteiro, preocupou Verdi e, como tal, foi evitada na cidade e na igreja. Enquanto Verdi poderia "tratar o Bussetani com desprezo   . . . Giuseppina, nos próximos anos, sofreu muito. "
A partir de maio de 1851 , mudaram-se para a casa de Verdi em Sant'Agata, nos arredores da cidade, que hoje é conhecida como Villa Verdi .
Embora solteiros até 1859, o casal permaneceu unido pelo resto de suas vidas e ela apoiou o marido em sua carreira de muitas maneiras, sendo seu conhecimento de francês e inglês especialmente útil. Acredita-se até que foi ela quem traduziu a peça original de Antonio García Gutiérrez, El trovador de 1836, que se tornou Il trovatore em 1853. Julian Budden observa que uma carta dela para Verdi, duas semanas antes da estréia, pede que ele "apresse-se e entregue a OUR [seu boné] Trovatore ".
Em outros aspectos, ela lhe ofereceu muitos conselhos e, como Walker se lembra de ter ficado enrolada em uma poltrona próxima, oferecendo comentários e críticas enquanto Verdi estava compondo, ele especula que "ela deve ter cantado muitos desses melodias famosas pela primeira vez a partir dos esboços do manuscrito. " Em um ponto ele aceitou o conselho dela de não ter que compor na ordem até uma certa data, mas para encontrar um assunto adequado, então compor a música em sua própria conveniência, e então encontrar um local apropriado e cantores adequados, e ele tão informado Corticelli, o agente teatral de Bolonha.
Seu casamento foi feliz e Verdi ficou profundamente triste com sua morte em Sant'Agata, em 1897.

## Os últimos anos

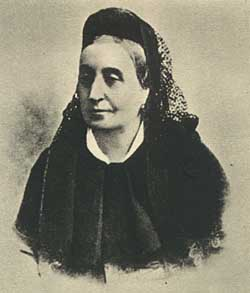
Giuseppina Strepponi, último retrato, 1897

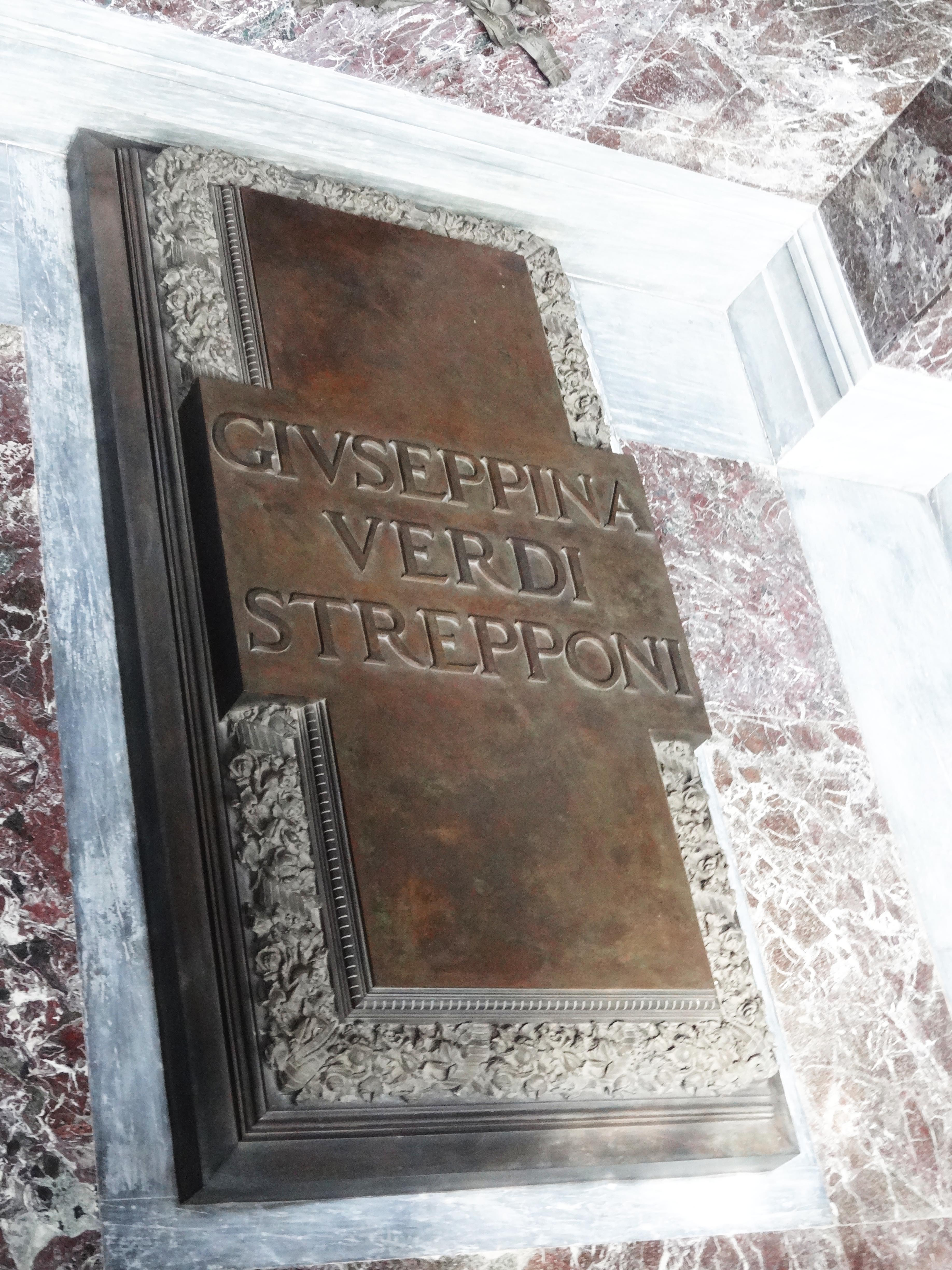
Tumba de Giuseppina Strepponi em Milão

Em 1894, Verdi e sua esposa fizeram sua última viagem a Paris. O escritor húngaro Dezső Szomori, que os conhecia naquela época, descreveu Verdi como um homem de olhos pequenos e ao lado dele uma mulher, Giuseppina, que mais parecia um passarinho, mas concluiu: "um casal lindo e encantador que cresceu junto e envelhece no mundo da música."
Naqueles anos, Strepponi freqüentemente sofria de problemas estomacais e artrite e durante seu último ano de vida ela mal conseguia sair de sua cama. No outono de 1897, quando o casal se preparava mais uma vez para passar o inverno em Gênova em um clima mais salubre e próximo do mar, Verdi tomou a decisão de ficar em Sant'Agata porque sua esposa estava de cama. Giuseppina Strepponi morreu após uma longa doença em 14 de novembro daquele ano em Sant'Agata, devido a uma pneumonia. Ela foi inicialmente enterrada em Milão. Com a morte de Giuseppina, Verdi tornou-se viúvo pela segunda vez, e foi mais uma vez atormentado pela dor de perder uma das figuras mais importantes de sua vida. Quando Verdi morreu em 1901, ele deixou instruções em seu testamento para ser enterrado ao lado de Giuseppina, mas ele foi enterrado no cemitério principal de Milão. O desejo de ver o casal juntos na vida após a morte levou, em 26 de fevereiro de 1901, à transferência de seus dois corpos para o oratório da Casa di Riposo, em Milão, a casa de repouso dos músicos que Verdi havia criado. Arturo Toscanini dirigiu um coral de 900 cantores no famoso Va, pensiero de Nabucco .

## Representações na mídia
- Depois de Aida : Strepponi é um dos personagens principais da peça de 1985 de Julian Mitchell, que se concentra na vida e nas composições de Verdi depois de 1879 e em persuadi-lo a compor Otello.
- Risorgimento! (2011), a ópera do compositor italiano Lorenzo Ferrero .
- Verdi e die Dame mit Noten, ópera de Mathias Husmann (n. 1948), estreou no Hamburger Kammeroper em 2015, conduzido por Florian Csizmadia.
- Em Novembro de 2001, Tell Giulio the Chocolate is Ready, uma peça de rádio de Murray Dahm, foi produzida e transmitida pela Radio New Zealand. A peça é baseada nas cartas da correspondência de Verdi-Boito e explora a gênese e a produção da ópera Otello de Verdi e Boito, incluindo o papel desempenhado por Giuseppina Strepponi. A peça e a transmissão incluíam as seções da ópera conforme apareciam na correspondência (como o Credo de Iago).